# Нымме
Ны́мме (эст. Nõmme) — район Таллина, столицы Эстонии. В период 1926—1940 и 1941—1944 годов был самостоятельным городом.

## География и микрорайоны
Расположен в юго-западной части Таллина. Граничит с районами Хааберсти, Мустамяэ, Кесклинн и Кристийне. Площадь по состоянию на 1 декабря 2020 года — 29,17 км², что составляет 18,3 % от общей площади Таллина. Площадь зелёных зон в 2020 году — 13, 3 км² (45 % от всей территории района).
Состоит из 10 микрорайонов: Вана-Мустамяэ, Кивимяэ, Лаагри, Лийва, Мяннику, Нымме, Пяэскюла, Раудалу, Рахумяэ и Хийу.

## Символика
Герб: на наклонно поделенном золото-зелёном щите две сосновые макушки в контрастных цветах.

Флаг: на прямоугольном полотнище четыре горизонтальных полосы одинаковой ширины, размещённые попеременно, белая вверху, зелёная внизу. Соотношение ширины и длины флага 7:11, нормальный размер 105×165 см.

## История
Нымме впервые упоминается на карте Шрамма (Schramm) 1784 года как название трактира. В XIX веке район стал местом для выездов жителей Ревеля (Таллина) на природу, с 1873 года стал формироваться как место летних дач. В первые десятилетия XX века здесь возникло постоянное поселение, в 1917 году ставшее посёлком, в 1926 году — городом. В 1940 году объединён с Таллином (в 1941–1944 годах был снова самостоятельным городом). С 1993 года является районом Таллина, включая бо́льшую часть площади бывшего города Нымме. До сегодняшнего дня в районе преобладают индивидуальные жилые дома, расположенные среди сосняка, из-за чего Нымме называют «лесным городом».

## Население

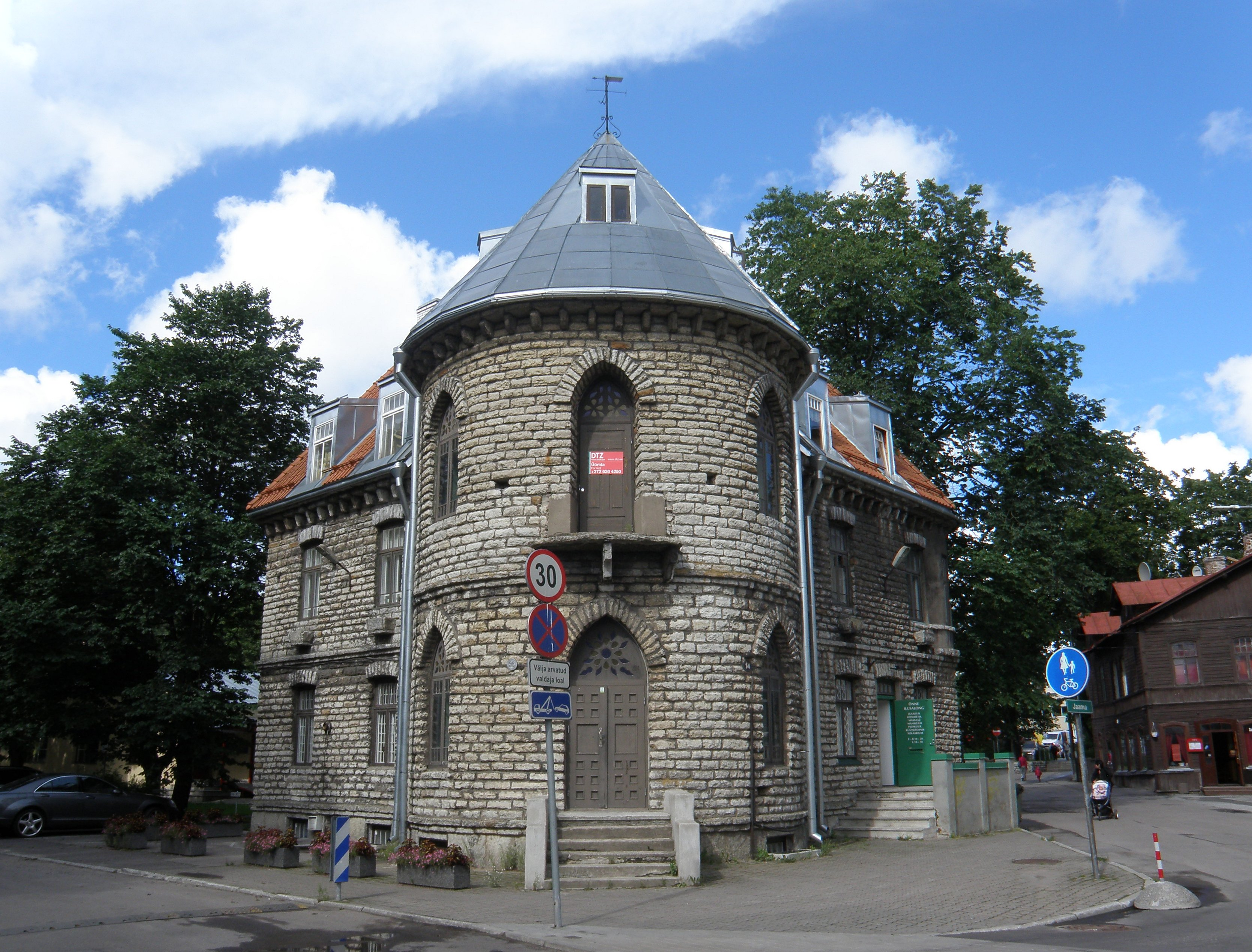
Улица Яама (Вокзальная), дом 14
(памятник культуры)

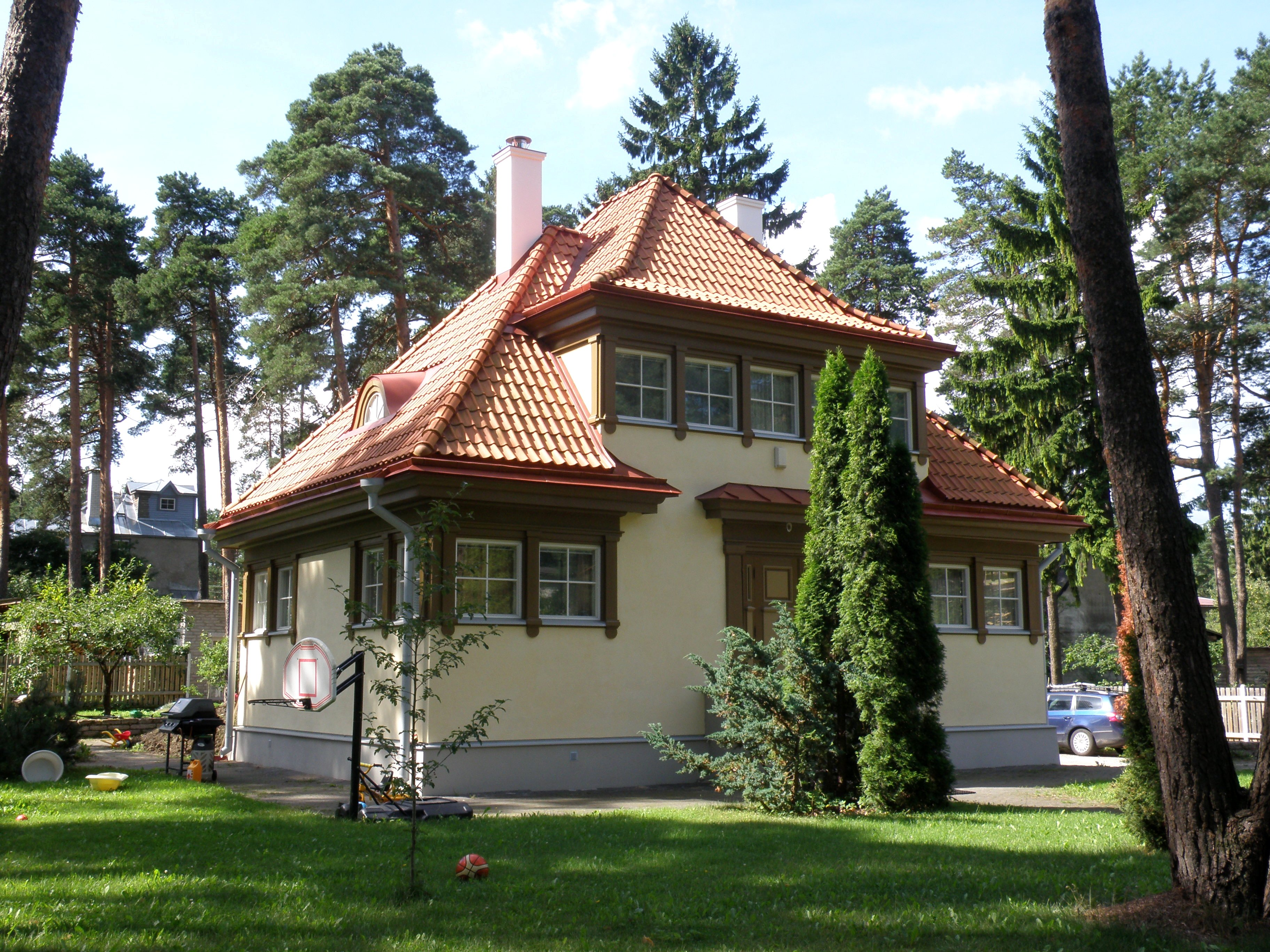
Жилой дом на улице Сеэне, архитектор Роберт Натус (памятник культуры)

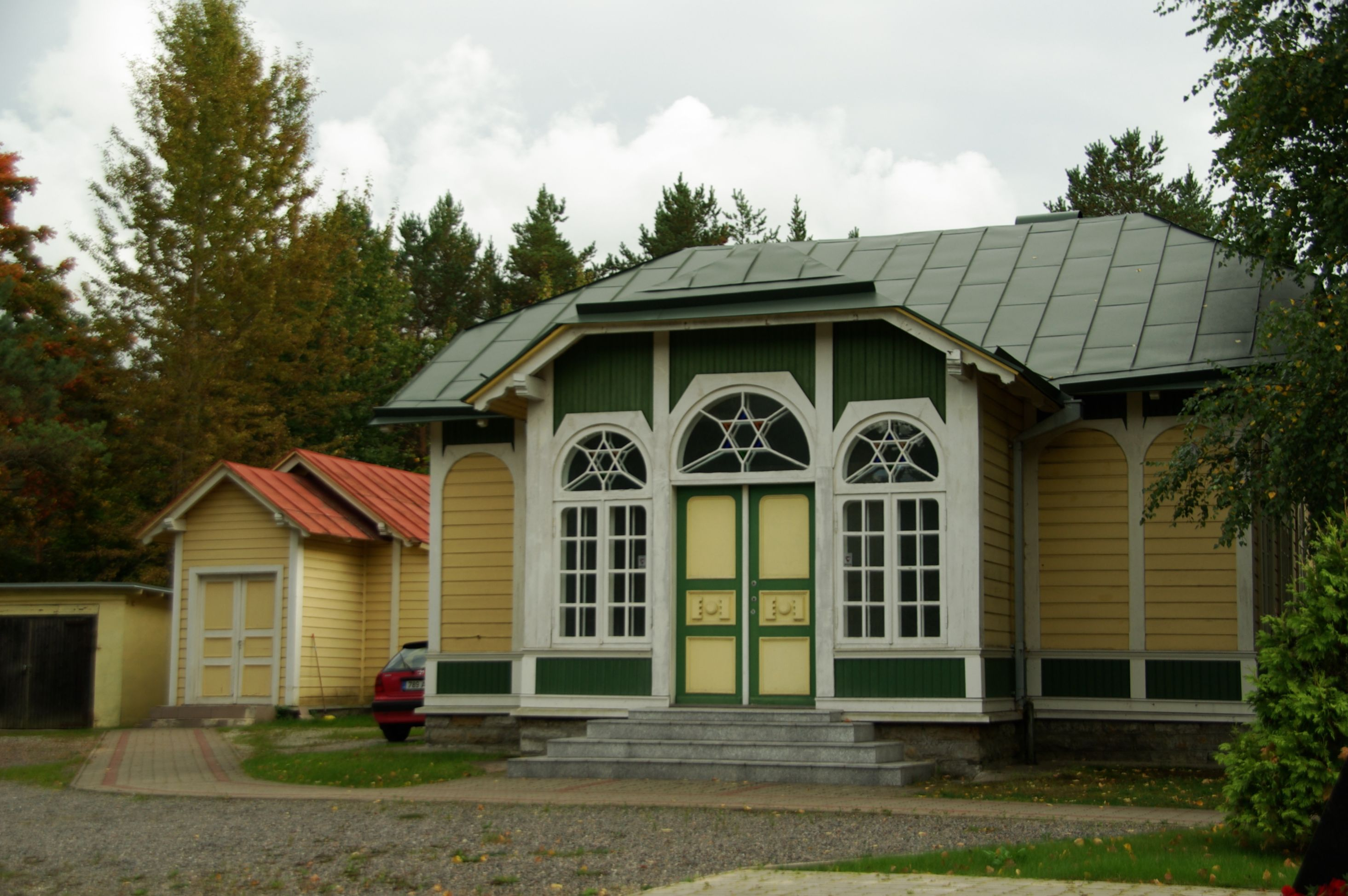
Еврейская часовня на кладбище Рахумяэ (памятник культуры)

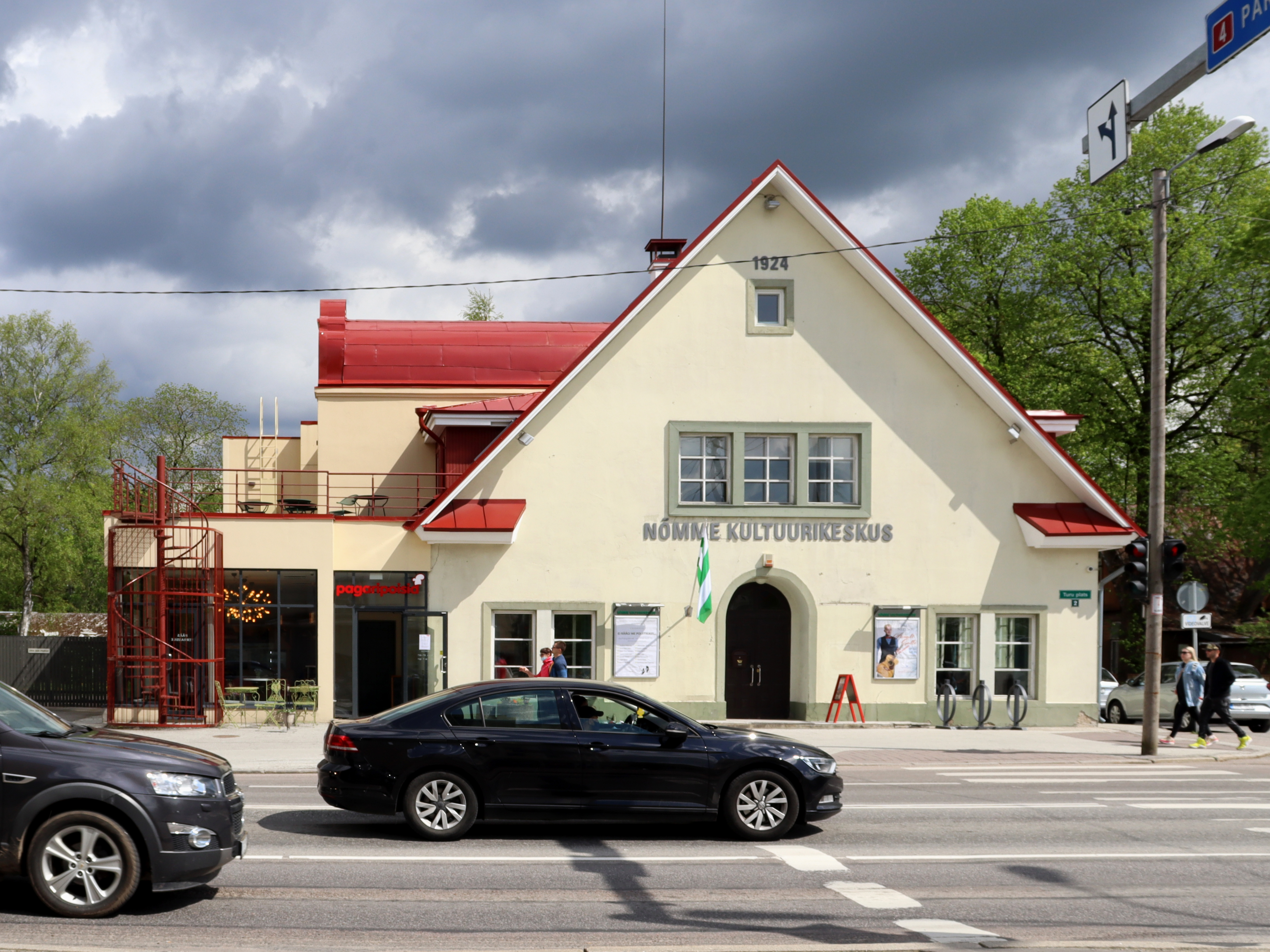
Ныммеский культурный центр

По состоянию на 1 декабря 2020 года число жителей района Нымме составило 38 534 человек, по состоянию на 1 июля 2021 года — 37 669, на 1 января 2023 года 37 439 человек.
Численность населения района Нымме на 1 января
по данным Регистра народонаселения:
| Год  | 2004  | 2006    | 2008    | 2010    | 2012    | 2014    | 2016    | 2018    | 2020    | 2021    | 2022    | 2023    |
| ---- | ----- | ------- | ------- | ------- | ------- | ------- | ------- | ------- | ------- | ------- | ------- | ------- |
| Чел. | 37772 | ↗ 39436 | ↘ 38725 | ↘ 38100 | ↗ 38898 | ↗ 39487 | ↘ 39448 | ↗ 39538 | ↘ 38507 | ↘ 38044 | ↘ 37402 | ↗ 37439 |

Данные Регистра народонаселения о районе Нымме по состоянию на 1 января 2020 года:
- половая структура населения: женщины 54 %, мужчины 46 %;
- возрастная структура населения: дети в возрасте до 15 лет — 17,0 %, лица в возрасте 15–74 года — 73,7 %, лица в возрасте 75 лет и старше — 9,3 %;
- средний возраст жителей: 41,6 года;
- число жителей по микрорайонам:

| Микрорайон    | Чел. |
| ------------- | ---- |
| Вана-Мустамяэ | 2010 |
| Кивимяэ       | 4849 |
| Лаагри        | 863  |
| Лийва         | 1365 |
| Мяннику       | 5683 |
| Нымме         | 6290 |
| Пяэскюла      | 9716 |
| Раудалу       | 745  |
| Рахумяэ       | 3055 |
| Хийу          | 3931 |

Национальная структура населения района Нымме, %: 
| Национальность | 2008 год | 2020 год |
| -------------- | -------- | -------- |
| эстонцы        | 83,8     | 85,9     |
| русские        | 12,5     | 10,4     |
| украинцы       | 1,4      | 1,2      |
| белорусы       | 0,7      | 0,5      |
| финны          | 0,4      | 0,3      |
| евреи          | 0,1      | 0,1      |
| латыши         | ..       | 0,2      |
| татары         | 0,1      | 0,1      |
| прочие         | 1,1      | 1,3      |

## Инфраструктура
В районе работают 12 детских садов, 4 основные школы, 1 гимназия, музыкальная школа, Ныммеская школа по интересам, современный рынок, подразделение гематологии и восстановительной медицины Клиники онкологии и гематологии Северо-Эстонской региональной больницы. В лесопарке есть лыжный трамплин. В районе 2 кладбища: Рахумяэ и Лийва. Промышленные предприятия практически отсутствуют (за исключением микрорайона Мяннику).
Среди всех районов Таллина в Нымме (а также в Хааберсти) больше всего детских площадок в расчёте на число детей в возрасте 2–12 лет.

## Достопримечательности
- Замок и парк барона фон Глена;
- Таллинская обсерватория.

В 1984 году в Нымме был открыт филиал Эстонского художественного музея — Дом-музей Кристьяна Рауда. 31 марта 2008 года после 24 лет работы Дом-музей был закрыт.

## Природоохранные объекты
Крупнейшими природоохранными объектами на территории района Нымме являются:
- природный парк Нымме-Мустамяэ, площадь 200,9 га[15];
- верховое болото Пяэскюла, площадь 274,3 га[16].

## Галерея

Район Нымме
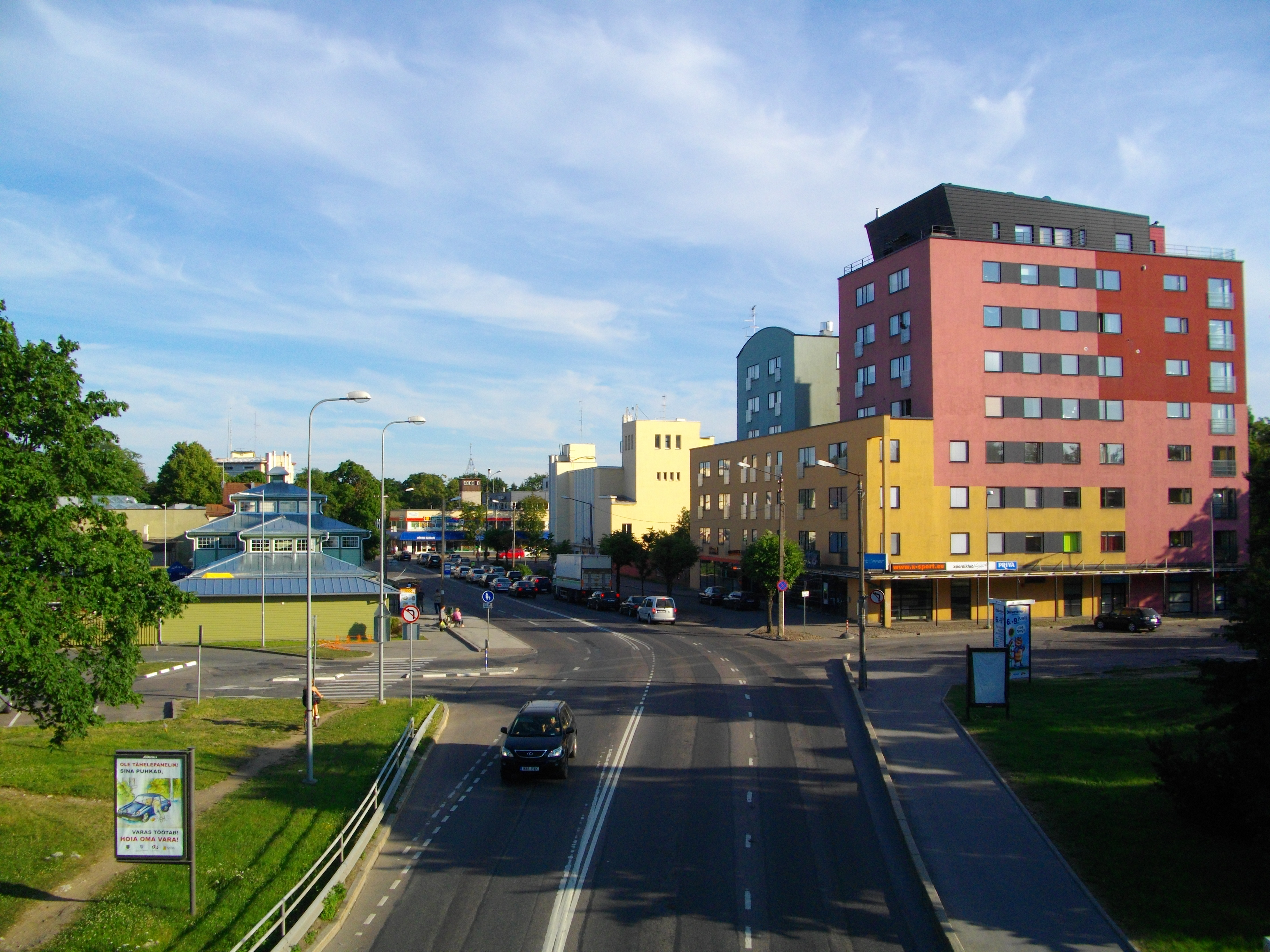
Центр района Нымме
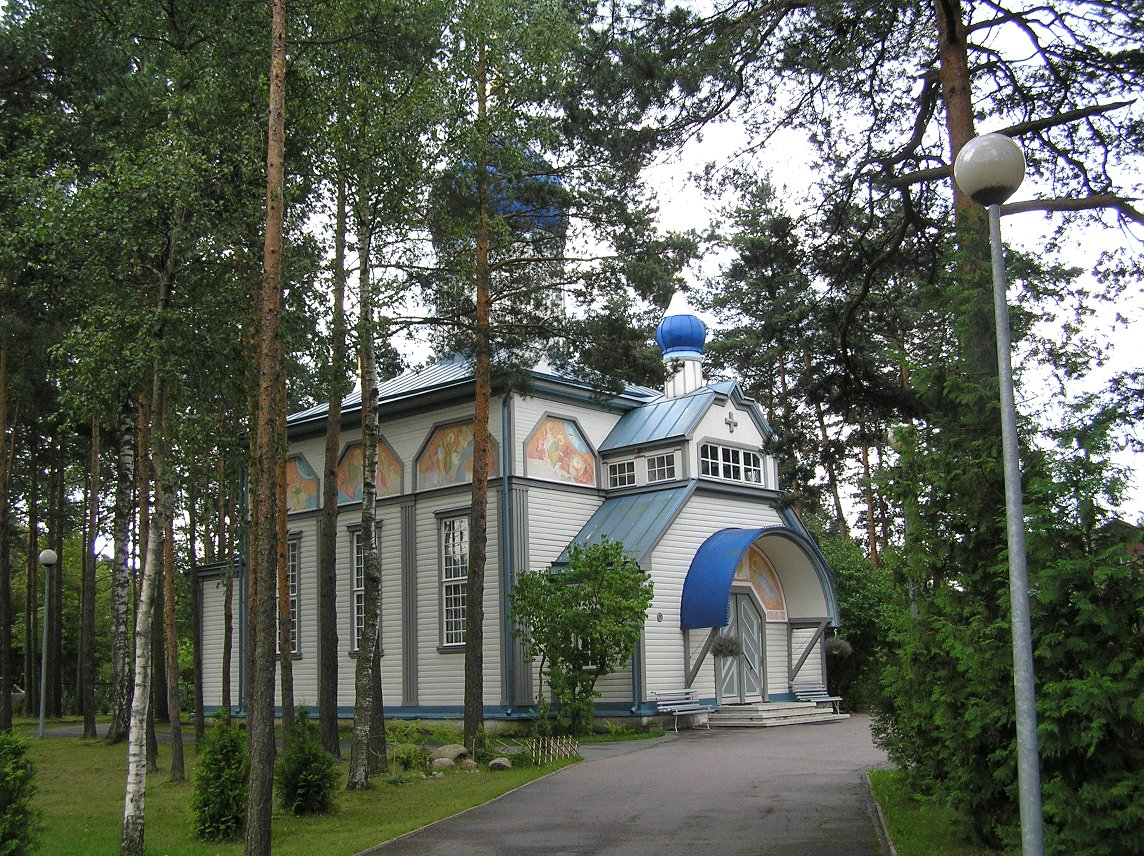
Ныммеская церковь Иоанна Крестителя
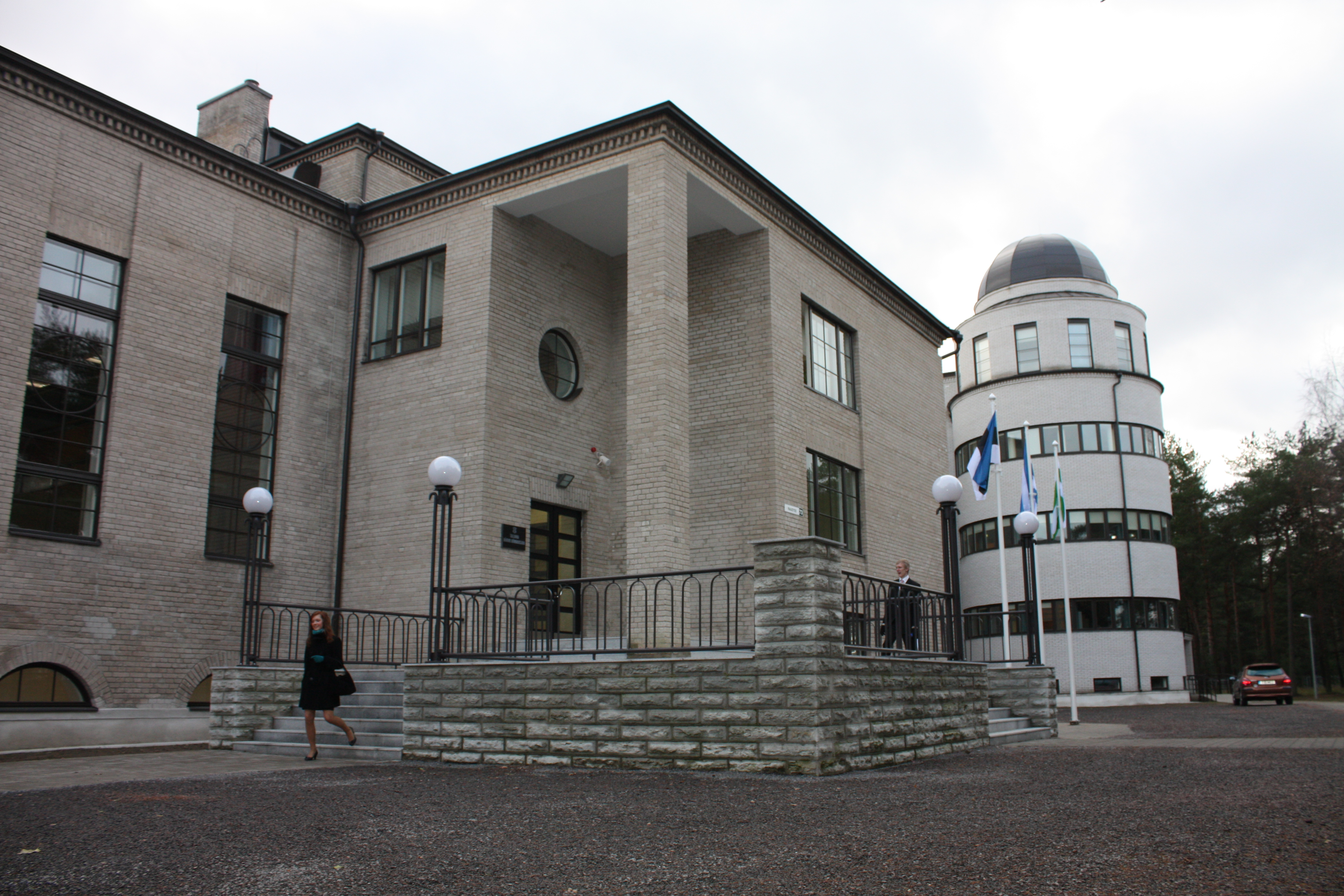
Ныммеская гимназия
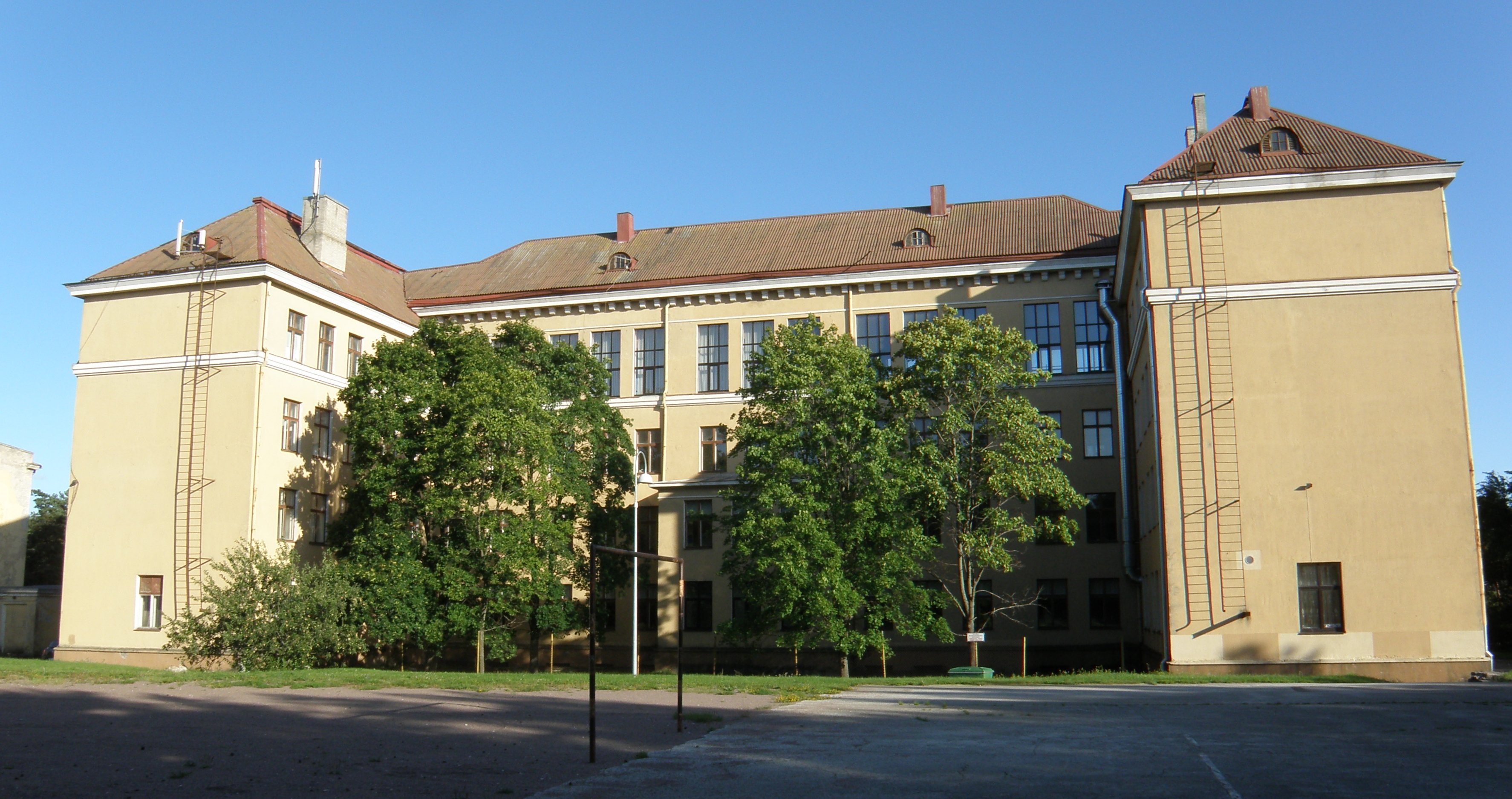
Музыкальная школа
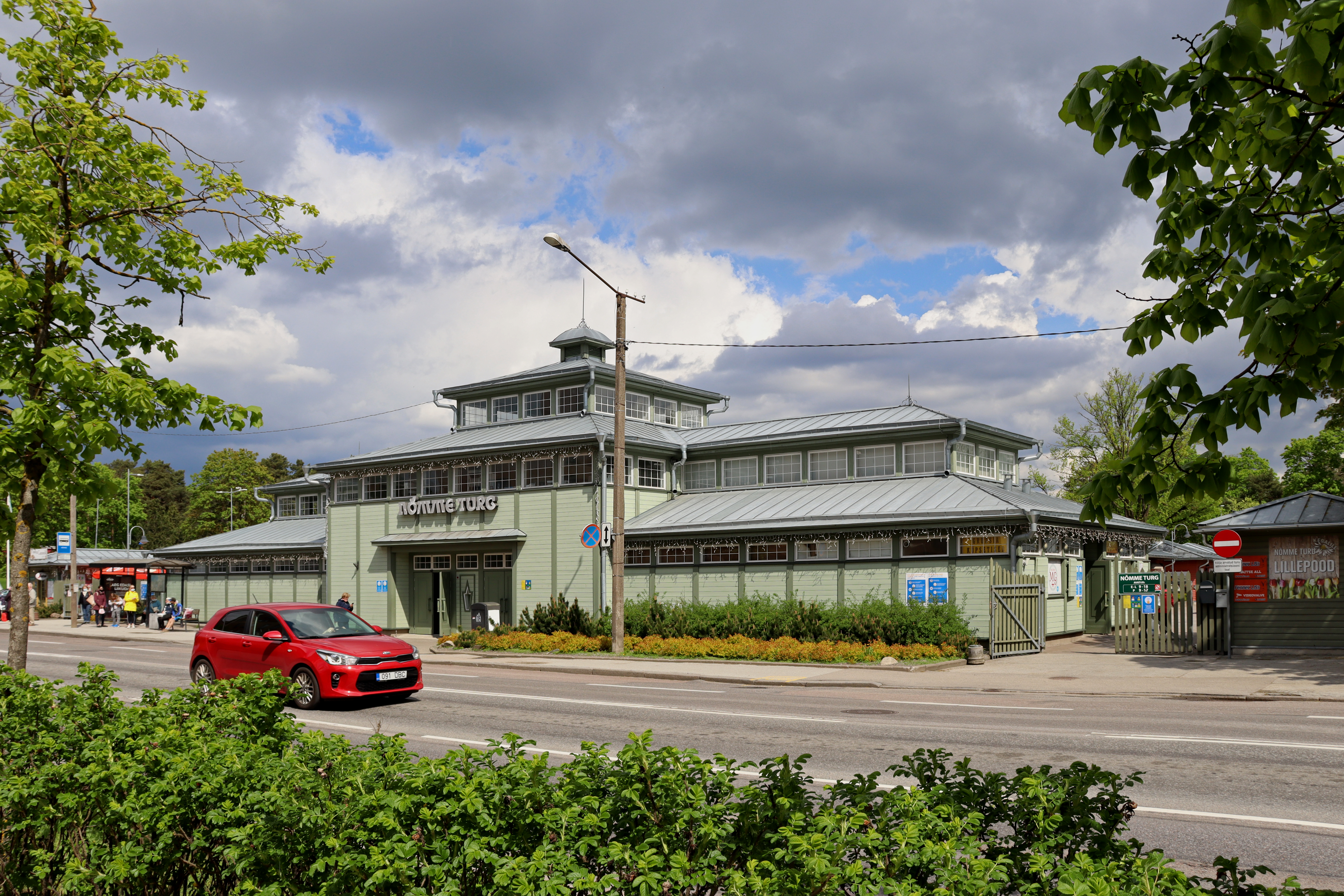
Ныммеский рынок
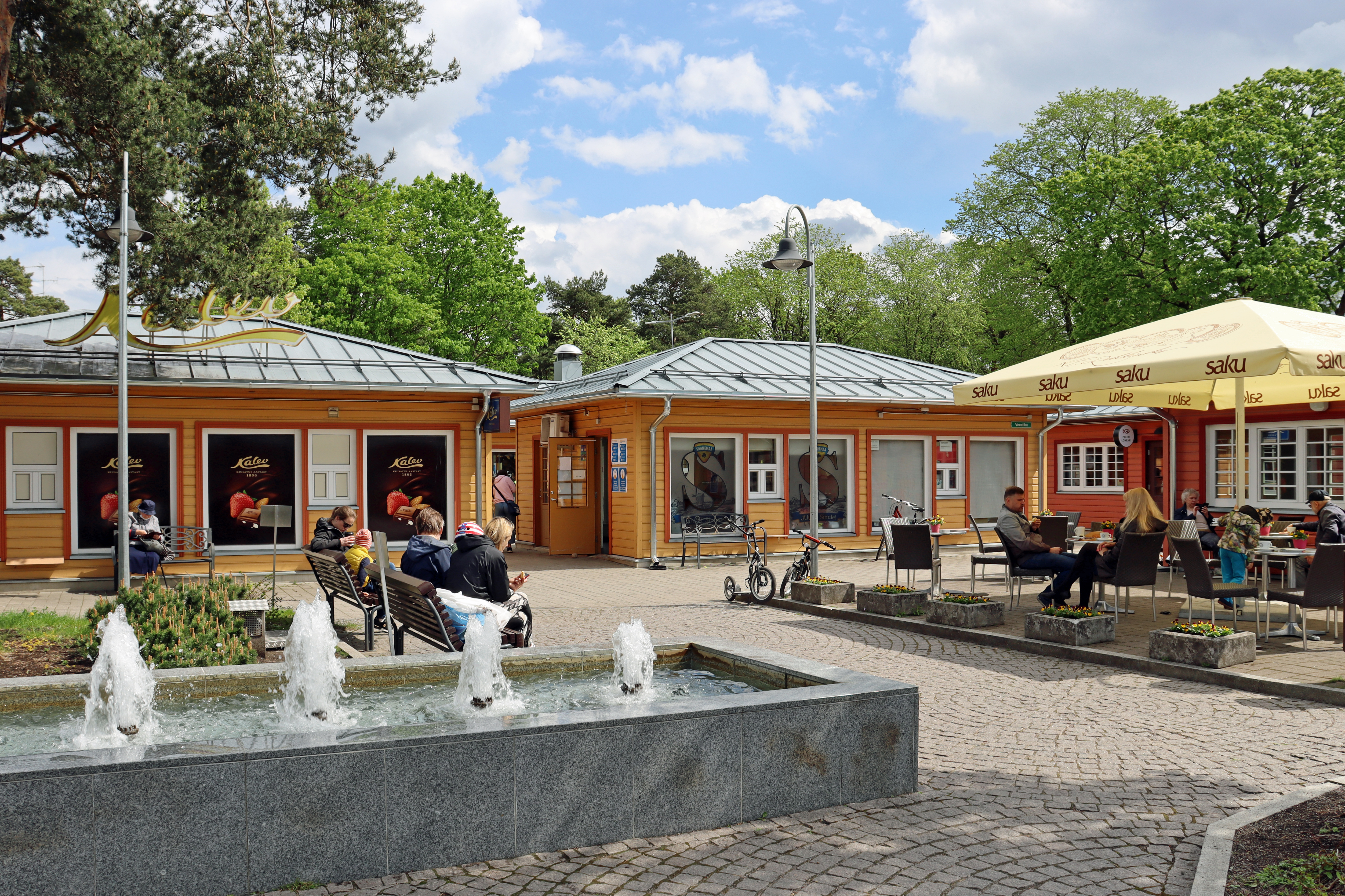
На Ныммеском рынке в мае 2021 года
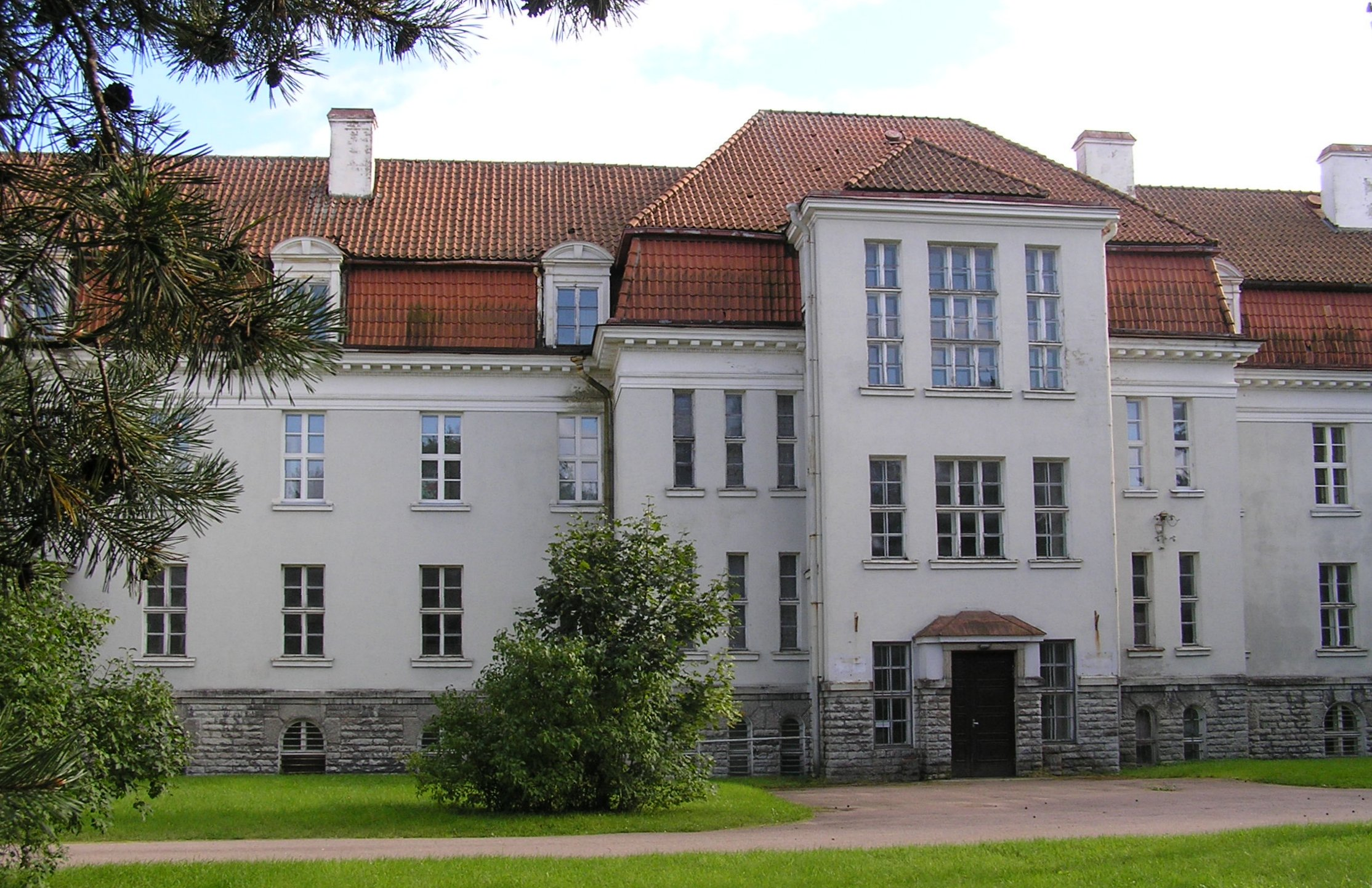
Лечебный центр в Хийу
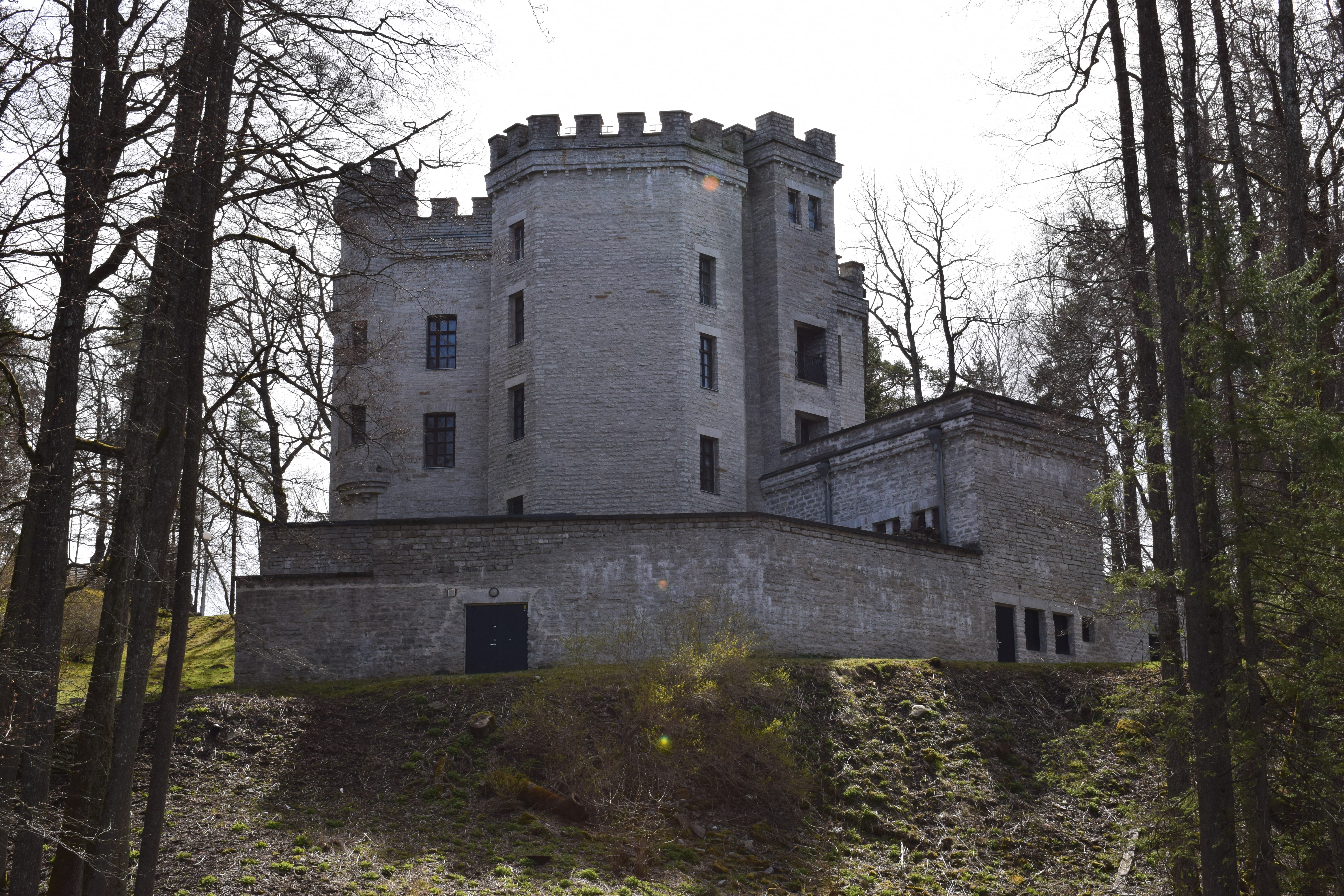
Замок Глена
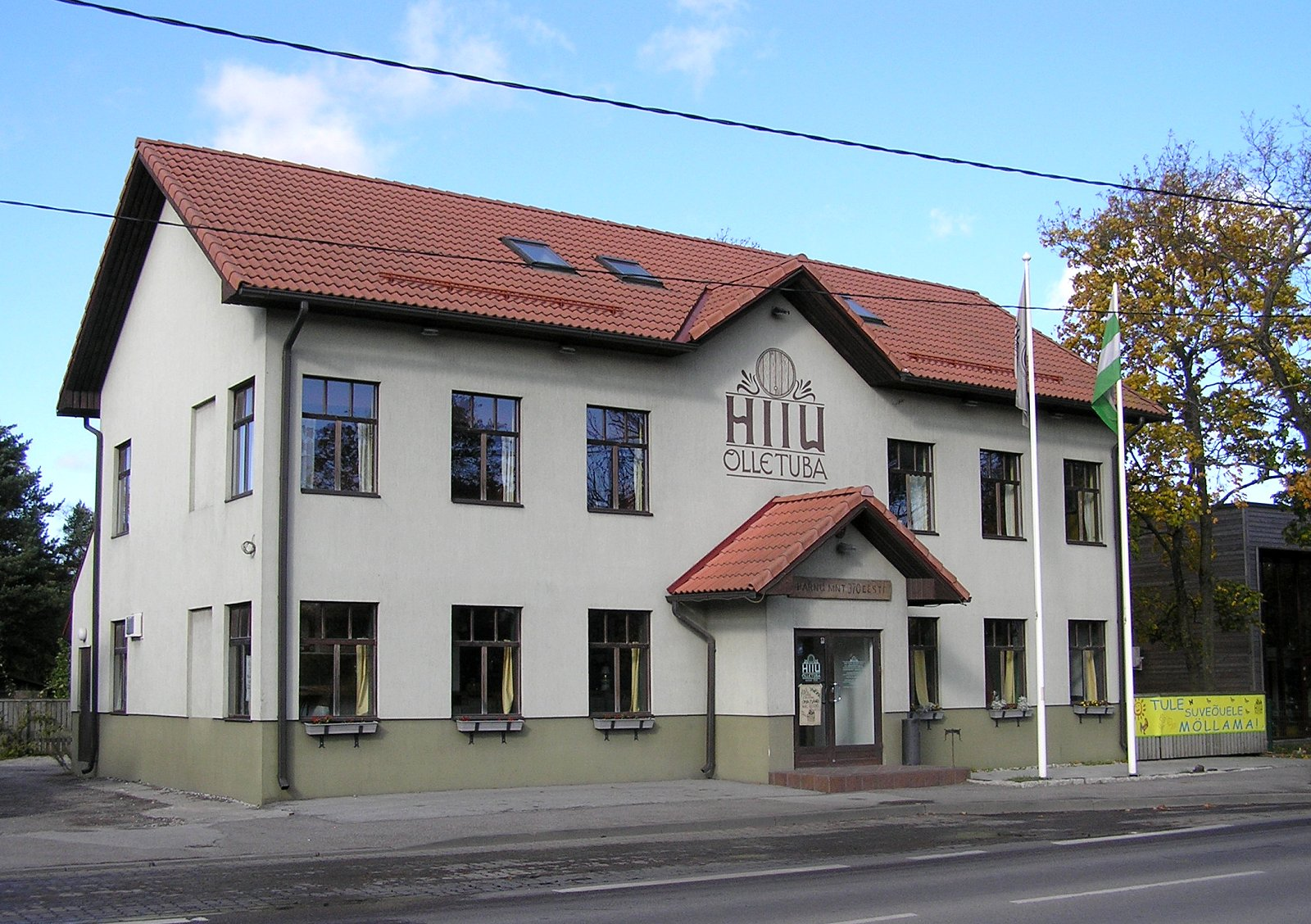
Паб «Хийу Ыллетуба»
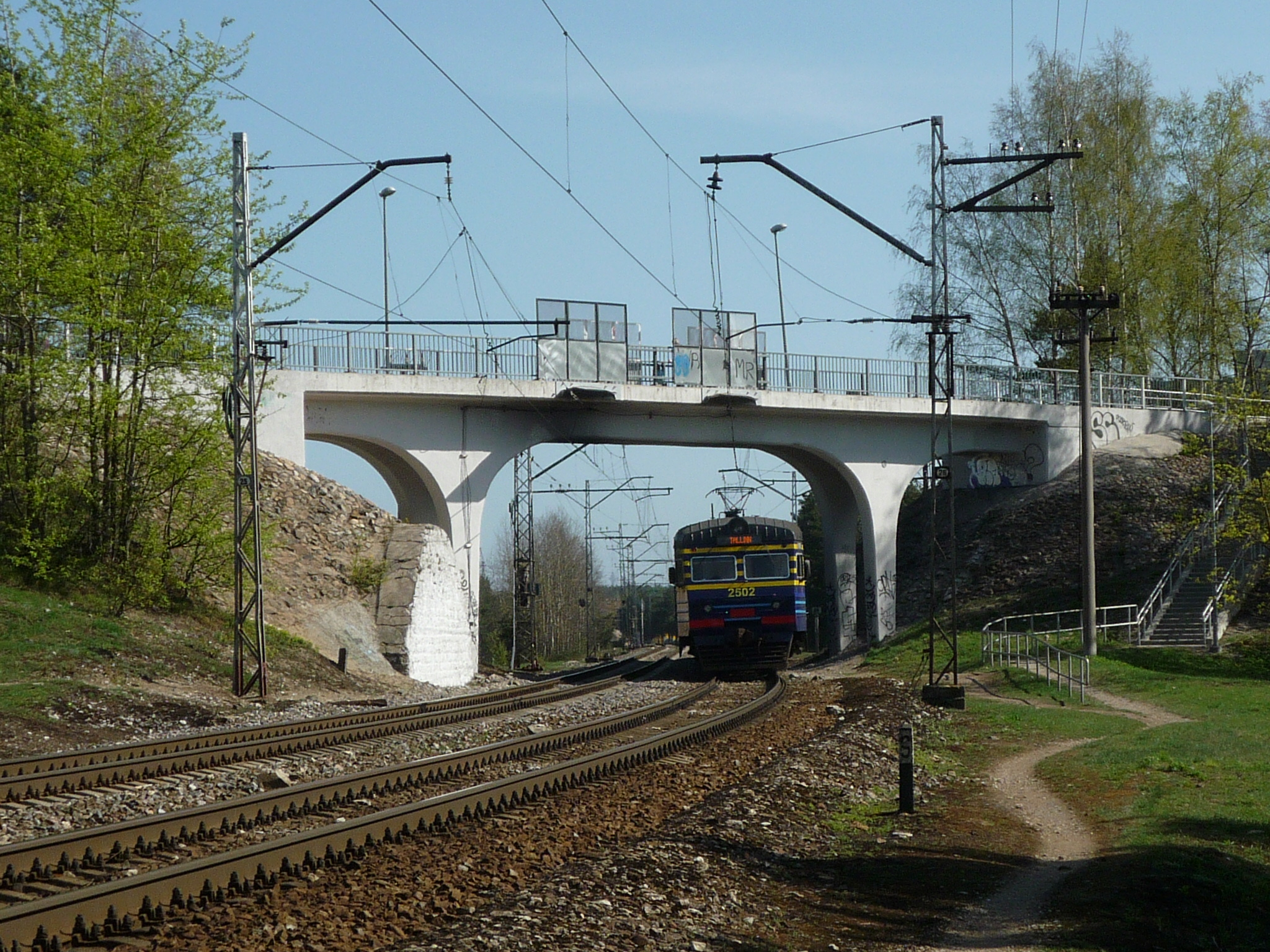
Железнодорожные пути между Пярнуским шоссе и улицей Рахумяэ